# Неосексизм
Неосексизм — утверждение, что гендеры уже достигли равенства и что дискриминации по половому признаку не существует.
Неосексизм в отношении женщин является скрытой формой женоненавистничества, которая стремится подорвать и дискредитировать существование гендерного неравенства. Неосексизм основан на скрытых сексистских убеждениях, которые могут остаться незамеченными, растворившись в культурных нормах. Например, те, кто считает себя сторонниками прав женщин, могут придерживаться нетрадиционных гендерных ролей, но также демонстрировать скрытые сексистские убеждения.
Распространённой формой неосексистской дискриминации является применение более строгих стандартов доказательств в зависимости от идентичности. Зачастую это тактика проволочек, используемая для того, чтобы избежать признания момента, который пользователь неосексизма не желает принимать и предпочёл бы избегать.

## Примеры
Некоторые примеры неосексизма из исследования 2021 года:
- Неприятие дискриминации: «Я часто чувствую, что люди относились ко мне лучше и говорили со мной добрее, потому что я была девочкой, поэтому мне трудно воспринимать всерьёз, когда люди думают, что женщины подвергаются такой уж дискриминации в западном мире».
- Подвержение сомнению существование дискриминации: «Можете ли вы привести исследования, показывающие, что роды являются причиной того, что матери упускают возможность продвижения по службе?»
- Представление мужчин в качестве жертв: «Классика. Если женщинам невыгодно, то это вина общества. Если мужчинам, то это должно быть их собственная вина. В феминистском крыле процветает сексизм».